# Аль-Ахфаш аль-Аусат
Аль-А́хфаш аль-А́усат (араб. الأخفش الأوسط‎ — Ахфаш Средний; ум. в 830 году) — арабский грамматист, знаток арабского языка и литературы.

## Биография
Его полное имя: Абу-ль-Хасан Саид ибн Мас’ада аль-Маджаши‘и аль-Балхи аль-Басри (араб. أبو الحسن سعيد بن مسعدة المجاشعي البلخي البصري‎).
Аль-Ахфаш аль-Аусат родился в Балхе, затем жил в Басре. Обучался у Сибавейхи и Халиля аль-Фарахиди. По преданию Ахфаш Средний был единственным учеником Сибавейхи, которому автор передал текст и «правильное понимание» своей «Книги». А после смерти своего учителя Ахфаш якобы спрятал «Книгу», чтобы затем выдать её за свой труд, но младшие ученики Сибавейхи собрали деньги и уговорили его «прочесть» им текст книги.
Аль-Ахфаш является автором нескольких трудов: «Тафсир ма’ани аль-Куран» (تفسير معاني القرآن‎), «Шарх абйат аль-Ма’ани» (شرح أبيات المعاني‎), «аль-Иштикак» (الاشتقاق‎), «Ма’ани аш-ши’р» (معاني الشعر‎), «Китаб аль-мулук» (كتاب الملوك‎) и «аль-Кавафи» (القوافي‎).